# Artikel 9 des Grundgesetzes für die Bundesrepublik Deutschland
Artikel 9 des deutschen Grundgesetzes (GG) befindet sich im ersten Abschnitt des Grundgesetzes, der die Grundrechte gewährleistet. Der Artikel verbürgt die Vereinigungsfreiheit sowie die Koalitionsfreiheit.
Die Grundrechte des Art. 9 GG können durch kollidierendes Verfassungsrecht verkürzt werden.

## Normierung
Art. 9 GG lautet seit seiner letzten Veränderung vom 25. Juni 1968 wie folgt:

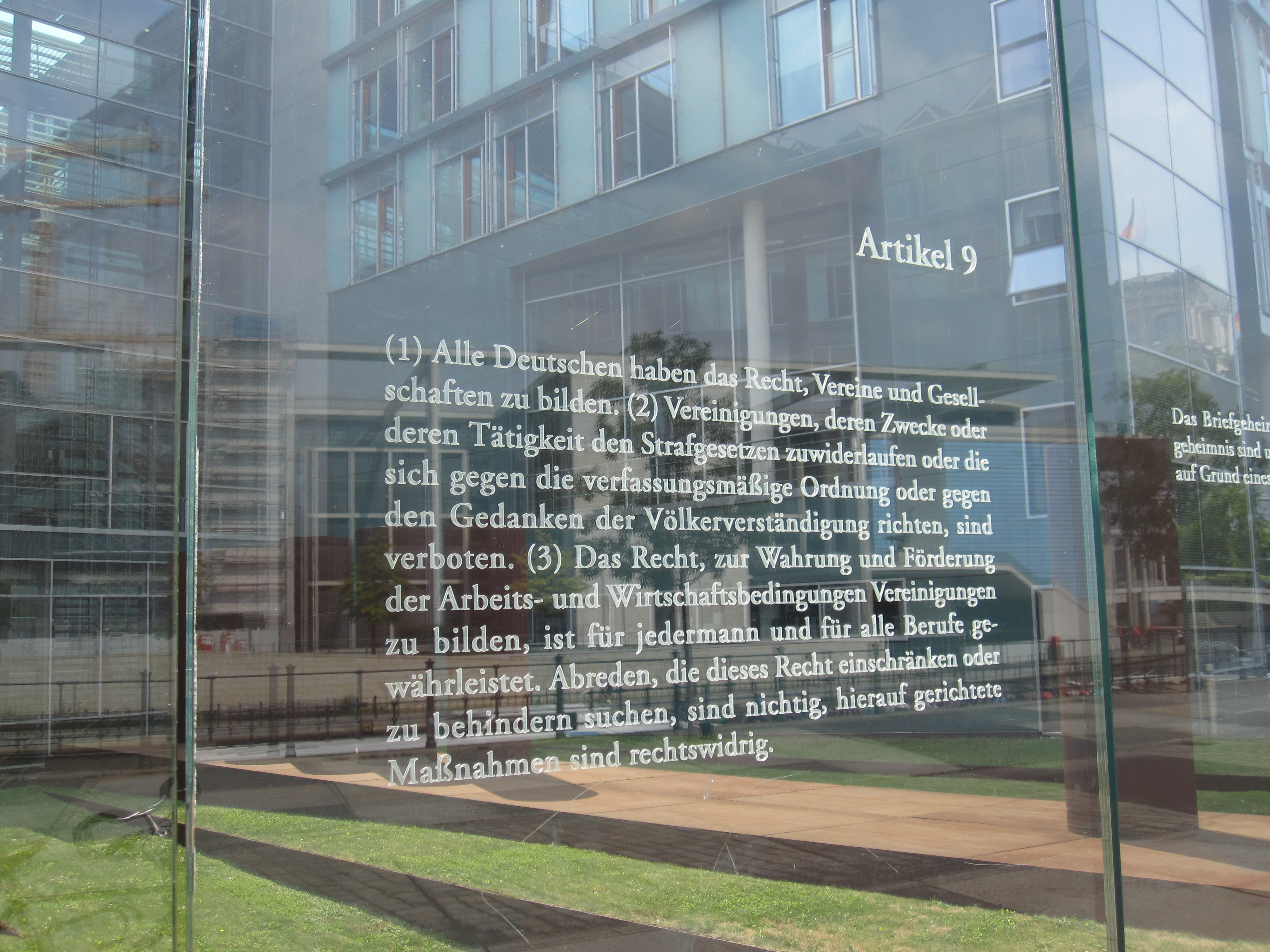
Artikel 9 des Grundgesetzes – eine Arbeit von Dani Karavan an den Glasscheiben zur Spreeseite beim Jakob-Kaiser-Haus des Deutschen Bundestags in Berlin.

(2) Vereinigungen, deren Zwecke oder deren Tätigkeit den Strafgesetzen zuwiderlaufen oder die sich gegen die verfassungsmäßige Ordnung oder gegen den Gedanken der Völkerverständigung richten, sind verboten.
Die durch Art. 9 Absatz 1 GG verbürgte Vereinigungsfreiheit dient vorrangig der Abwehr hoheitlicher Eingriffe in das Recht, sich frei zu Vereinigungen zusammenzuschließen. Daher stellt das Grundrecht ein Freiheitsrecht dar. Dieses steht wegen seines kollektiven Bezugs in engem Zusammenhang zur Versammlungsfreiheit (Art. 8 GG). Weiterhin verpflichtet Art. 9 Absatz 1 GG den Staat dazu, die notwendigen Grundlagen zu schaffen, damit sich Private effektiv zu Vereinigungen zusammenschließen können. Hierzu zählt etwa das Schaffen eines Vereinsrechts. Die Vereinigungsfreiheit bindet gemäß Art. 1 Absatz 3 GG die drei Staatsgewalten Exekutive, Legislative und Judikative.
Art. 9 Absatz 3 GG verbürgt die Koalitionsfreiheit. Hierbei handelt es sich um das Recht, Koalitionen zur Wahrung und Förderung der Arbeits- und Wirtschaftsbedingungen zu bilden. Koalitionen sind begrifflich frei gebildet, unabhängig, gegnerfrei und nach herrschender Meinung überbetrieblich organisiert. Die Koalitionsfreiheit ist eine besondere Ausprägung der Vereinigungsfreiheit. Sie besitzt einen größeren Adressatenkreis als Art. 9 Absatz 1 GG: Sie adressiert jeden, der die Beschränkung der Koalitionsfreiheit bezweckt. Dies bindet neben den Staatsgewalten auch Private. Damit besitzt Art. 9 Absatz 3 GG als einziges Grundrecht unmittelbare Drittwirkung.

## Entstehungsgeschichte
Das Recht, sich mit anderen Personen zu vereinigen, wurde im deutschsprachigen Raum erstmals durch § 162 der Paulskirchenverfassung von 1849 gewährleistet. Wegen des Widerstands zahlreicher deutscher Staaten setzte sich diese Verfassung jedoch nicht durch, sodass deren Gewährleistungen keine Rechtswirkungen entfalteten.
Die Reichsverfassung von 1871 enthielt keinen Grundrechtskatalog und gewährleistete daher auch keine Vereinigungsfreiheit.
Die Weimarer Reichsverfassung von 1919 gewährleistete die Vereinigungsfreiheit in Art. 159 WRV. Die Koalitionsfreiheit verbürgte sie hiervon losgelöst in Art. 165 WRV. Die Vereinigungsfreiheit wurde durch die Reichstagsbrandverordnung von 1933 außer Kraft gesetzt. Auch die Koalitionsfreiheit wurde unter der Herrschaft des Nationalsozialismus ausgehöhlt, indem bestehende Gewerkschaften aufgelöst und in die Deutsche Arbeitsfront eingegliedert wurden.
Nach der Kapitulation und Besetzung Deutschlands durch die Siegermächte begannen die westlichen Alliierten mit der Wiederherstellung der Vereinigungsfreiheit. Zunächst wurden in Westdeutschland einige Landesverfassungen verabschiedet, welche die Vereinigungs- und Koalitionsfreiheit gewährleisteten. Auch der Parlamentarische Rat, der das Grundgesetz zwischen 1948 und 1949 entwickelte, entschied sich für die Aufnahme der Vereinigungs- und der Koalitionsfreiheit in die neue Bundesverfassung. Die erste und bislang einzige Veränderung des Art. 9 GG erfolgte im Zuge der Notstandsgesetzgebung von 1968. Hierdurch wurde ausdrücklich ausgeschlossen, dass sich bestimmte Notstandsinstrumente gegen Arbeitskämpfe richten.

## Vereinigungsfreiheit

### Verfassungsrechtliche Leitlinien zur Vereinigungsfreiheit und deren Grenzen
In einem Zurückweisungsbeschluss vom 13. Juli 2018 aufgrund von Verfassungsbeschwerden gegen drei Vereinigungsverbote legte das Bundesverfassungsgericht in seinen Leitsätzen die verfassungsrechtlichen Leitlinien zur Vereinigungsfreiheit und deren Grenzen dar:
2. Jeder Eingriff in die Vereinigungsfreiheit ist an die Verhältnismäßigkeit gebunden. Ist der Verbotstatbestand des Art. 9 Abs. 2 GG festgestellt, muss eine Vereinigung verboten werden; stehen aber Maßnahmen zur Verfügung, um die in Art. 9 Abs. 2 GG benannten Rechtsgüter gleich wirksam zu schützen, gehen sie als mildere Mittel vor.
3. Die Verbotsbefugnis des Art. 9 Abs. 2 GG ist eng auszulegen.
a. Eine Vereinigung erfüllt den Verbotstatbestand des Art. 9 Abs. 2, 1. Alt. GG, wenn der erkennbare Zweck oder die Tätigkeit der Vereinigung wesentlich darin liegen, die Begehung von Straftaten durch Mitglieder oder Dritte hervorzurufen oder zu bestärken, zu ermöglichen oder zu erleichtern, indem sie deren strafbares Handeln fördert oder sich damit erkennbar identifiziert.
b. Eine Vereinigung erfüllt den Verbotstatbestand des Art. 9 Abs. 2, 2. Alt. GG, wenn sie sich gegen die verfassungsmäßige Ordnung richtet, indem sie als solche nach außen eine kämpferisch-aggressive Haltung gegenüber den elementaren Grundsätzen der Verfassung einnimmt.
c. Eine Vereinigung erfüllt den Verbotstatbestand des Art. 9 Abs. 2, 3. Alt. GG, wenn sie Gewalt oder vergleichbar schwerwiegende völkerrechtswidrige Handlungen wie den Terrorismus in den internationalen Beziehungen oder zwischen Teilen der Bevölkerung aktiv propagiert und fördert. Das kann auch durch die Förderung Dritter geschehen, wenn diese objektiv geeignet ist, den Gedanken der Völkerverständigung schwerwiegend, ernst und nachhaltig zu beeinträchtigen, und die Vereinigung dies weiß und zumindest billigt. Dabei darf durch Vereinigungsverbote nicht jede Form humanitärer Hilfe in Krisengebieten wegen ihrer mittelbar den Terrorismus fördernden Effekte unterbunden werden.

### Schutzbereich
Die Vereinigungsfreiheit schützt den Bürger vor Beschränkungen seines Rechts, sich freiwillig ungehindert zu Vereinigungen zusammenzuschließen. Hierzu gewährleistet sie eine Freiheitssphäre, in die Hoheitsträger nur unter bestimmten Voraussetzungen eingreifen dürfen. Sofern der Hoheitsträger in diesen eingreift und dies verfassungsrechtlich nicht gerechtfertigt ist, verletzt er die Vereinigungsfreiheit.
Der persönliche Schutzbereich bestimmt, wer durch das Grundrecht geschützt wird. Der sachliche Schutzbereich bestimmt, welche Freiheiten durch das Grundrecht geschützt werden.

#### Persönlich
Art. 9 Absatz 1 GG gewährleistet die Vereinigungsfreiheit für Deutsche, weswegen es sich bei diesem Grundrecht um ein Deutschenrecht handelt. Als Deutsche gelten alle deutschen Staatsbürger nach Maßgabe von Art. 116 Absatz 1 GG. Strittig ist, ob wegen des unionsrechtlichen Diskriminierungsverbots (Art. 18 des Vertrags über die Arbeitsweise der Europäischen Union) Angehörige der EU-Mitgliedstaaten in den Schutzbereich des Grundrechts einbezogen werden müssen.
In welchem Umfang Personenvereinigungen, insbesondere juristische Personen des Privatrechts, Grundrechtsträger sein können, bestimmt sich nach Art. 19 Absatz 3 GG. Hiernach sind inländische Personenvereinigung grundrechtsberechtigt, sofern das Grundrecht seinem Wesen nach auf sie anwendbar ist. Ob Art. 19 Absatz 3 GG auch für die Vereinigungsfreiheit den entscheidenden Maßstab darstellt, ist umstritten. Das Bundesverfassungsgericht sowie zahlreiche Autoren nehmen an, dass Personenvereinigungen bereits durch die Garantie der Vereinigungsfreiheit grundrechtsberechtigt sind. Eine Gegenauffassung erblickt hierin eine Umgehung der speziellen Vorschrift des Art. 19 Absatz 3 GG. Beide Auffassungen sind sich jedoch darüber einig, dass inländische Vereinigungen unmittelbar durch die Vereinigungsfreiheit geschützt werden.

#### Sachlich
Der sachliche Schutzbereich des Art. 9 Absatz 1 GG schützt das Bilden von Vereinen und Gesellschaften. Hierbei handelt es sich um Zusammenschlüsse von mindestens zwei Personen auf freiwilliger Basis, die einen gemeinsamen Zweck verfolgen und sich hierzu als Kollektiv organisieren. Der Zweck kann nach vorherrschender Auffassung beliebiger Natur sein. Dies entspricht im Wesentlichen den Voraussetzungen, die § 2 Absatz 1 des Vereinsgesetzes an das Vorliegen eines Vereins stellt.
Als Kehrseite des Schutzes des freien Bildens von Vereinigungen schützt Art. 9 Absatz 1 GG auch das Recht, sich einer Vereinigung nicht anzuschließen. Diese negative Vereinigungsfreiheit schützt vor dem Zwang zum Beitritt einer privaten Organisation. Strittig ist in der Rechtswissenschaft, ob diese Gewährleistung dem Zwang zur Mitgliedschaft in einer öffentlich-rechtlichen Körperschaft entgegensteht, beispielsweise berufsständischen Kammern. Das Bundesverfassungsgericht verneint dies in ständiger Rechtsprechung: Art. 9 Absatz 1 GG sei auf privatrechtliche Vereinigungen zugeschnitten, da Gründung und Bestand öffentlich-rechtlicher Körperschaften nicht durch Grundrechtsträger, sondern durch Grundrechtsverpflichtete bestimmt werden. Daher fehlt es bezüglich öffentlich-rechtlicher Vereinigungen an einer positiven Gewährleistung des Art. 9 Absatz 1 GG, sodass für eine negative Vereinigungsfreiheit als Kehrseite keine Grundlage besteht. Dieser Ansicht werfen einige Rechtswissenschaftler vor, dass sie die Reichweite der Vereinigungsfreiheit verkennen.
Ebenfalls durch Art. 9 Absatz 1 GG geschützt wird das Recht der Vereinigung, sich zu organisieren und existenzsichernde Tätigkeiten aufzunehmen. Hierzu zählen beispielsweise die Entscheidung über die Aufnahme eines neuen Mitglieds sowie die Werbung um solche. Das Grundrecht der Vereinigungsfreiheit gibt einem Verein grundsätzlich das Recht, über die Aufnahme und den Ausschluss von Mitgliedern selbst zu bestimmen. Tritt ein privater Amateur-Breitensportverein extremistischen, rassistischen und fremdenfeindlichen Bestrebungen entgegen, ist das nicht zu beanstanden (Beschl. v. 02.02.2023, Az. 1 BvR 187/21). Darüber hinausgehende Betätigungen werden durch die Vereinigungsfreiheit nicht geschützt, da die Vereinigungsfreiheit keine allgemeine Handlungsfreiheit für Vereinigungen begründet.

#### Grundrechtskonkurrenzen
Sofern in einem Sachverhalt der Schutzbereich mehrerer Grundrechte betroffen ist, stehen diese zueinander in Konkurrenz.
Die Versammlungsfreiheit verdrängt als spezielles Freiheitsrecht die allgemeine Handlungsfreiheit (Art. 2 Absatz 1 GG). Soweit der Schutzbereich des Art. 9 Absatz 1 GG demnach eröffnet ist, ist dieses Grundrecht für die Beurteilung der Rechtmäßigkeit eines Grundrechtseingriffs maßgeblich. Daher wird die Vereinigungsfreiheit von Ausländern, die nicht vom persönlichen Schutzbereich des Art. 9 Absatz 1 GG erfasst sind, durch die allgemeine Handlungsfreiheit geschützt.
Sofern eine bestimmte Form der Betätigung einer Vereinigung in den Schutzbereich eines anderen Grundrechts fällt, ist allein dieses einschlägig. So beurteilt sich beispielsweise anhand der Glaubensfreiheit des Art. 4 GG der Schutz religiöser oder weltanschaulicher Betätigung einer Vereinigung. Für politische Parteien ist Art. 21 GG spezieller gegenüber Art. 9 GG.

### Eingriff
Ein Eingriff liegt vor, wenn der Gewährleistungsinhalt eines Grundrechts durch hoheitliches Handeln verkürzt wird. Art. 9 Absatz 2 GG benennt das Verbot einer Vereinigung als schärfste Form des Eingriffs in die Vereinigungsfreiheit. Ähnlich eingriffsintensiv sind Maßnahmen, die sich gegen die Existenzgrundlage eines Vereins richten, etwa die Einziehung seines Vermögens. Um einen weiteren zielgerichteten Grundrechtseingriff handelt es sich bei der Überwachung einer Vereinigung.
Nicht um Grundrechtseingriffe handelt es sich bei Normen, welche die Grundzüge des Vereinswesens konkretisieren. Dies trifft beispielsweise auf das bürgerlich-rechtliche Vereinsrecht zu, das die Gründung, die Struktur und das rechtsgeschäftliche Handeln von Vereinen ausgestaltet.

### Rechtfertigung eines Eingriffs
Art. 9 GG sieht keine Möglichkeit der Beschränkung der Vereinigungsfreiheit vor. Jedoch erkennt das Bundesverfassungsgericht die Möglichkeit der Beschränkung dieses Grundrechts an. Diese kann sich aus Verfassungsrecht ergeben, das mit der Versammlungsfreiheit kollidiert. Diese Beschränkungsmöglichkeit beruht darauf, dass sich Verfassungsbestimmungen als gleichrangiges Recht nicht gegenseitig verdrängen, sondern im Fall einer Kollision in ein Verhältnis praktischer Konkordanz gebracht werden. Dies erfordert eine Abwägung zwischen der Vereinigungsfreiheit und dem kollidierenden Gut. Diese soll einen möglichst schonenden Ausgleich herstellen, der nach beiden Seiten hin jedem Verfassungsgut möglichst weit reichende Geltung verschafft. Ein auf die Verletzung eines Verfassungsguts gestützter Eingriff in die Vereinigungsfreiheit bedarf außerdem einer gesetzlichen Konkretisierung.
Um kollidierendes Verfassungsrecht handelt es sich bei Art. 9 Absatz 2 GG, der Vereinigungen verbietet, die sich gegen das Strafrecht, die verfassungsmäßige Ordnung oder den Gedanken der Völkerverständigung richten. Durchgesetzt wird diese Bestimmung nach dem Vereinsgesetz durch den Bundesinnenminister oder eine oberste Landesbehörde. Keine Anwendung findet diese Bestimmung auf politische Parteien: Für diese regelt Art. 21 Absatz 2 GG abschließend die Voraussetzungen, unter denen diese verboten werden dürfen. Unter welchen Voraussetzungen eine Vereinigung den Status einer Partei erlangt, beurteilt sich nach § 2 des Parteiengesetzes. Erforderlich ist hiernach, dass die Vereinigung zumindest für längere Zeit für den Bereich des Bundes oder eines Landes auf die politische Willensbildung Einfluss nehmen und an der Vertretung des Volkes im Bundestag oder einem Landtag mitwirken will. Ferner muss sie nach dem Gesamtbild der tatsächlichen Verhältnisse, insbesondere nach Umfang und Festigkeit ihrer Organisation, nach der Zahl ihrer Mitglieder und nach ihrem Hervortreten in der Öffentlichkeit eine ausreichende Gewähr für die Ernsthaftigkeit dieser Zielsetzung bieten.

## Koalitionsfreiheit

### Schutzbereich

#### Persönlich
Art. 9 Absatz 3 GG schränkt anders als Art. 9 Absatz 1 GG den Kreis der Grundrechtsträger nicht ein, sodass das Grundrecht jedermann schützt. Das Grundrecht schützt sowohl Arbeitgeber als auch Arbeitnehmer. Auch Beamte können sich auf die Koalitionsfreiheit berufen. Ebenfalls grundrechtsberechtigt sind Koalitionen von Arbeitgebern und Arbeitnehmern.

#### Sachlich
Die Koalitionsfreiheit schützt das Recht, sich zwecks Verhandelns über Arbeits- und Wirtschaftsbedingungen zu einer Koalition zusammenzuschließen. Nach der Rechtsprechung stellt dies die Grundlage des Koalitionsbegriffs dar. Die Rechtsprechung entwickelte weitere Kriterien, die Wesensmerkmal einer Koalition sind. Um ein solches Kriterium handelt es sich beim Prinzip der Überbetrieblichkeit. Dieses besagt, dass eine Koalition unabhängig von ihrem sozialen Gegenspieler sein muss, da sie nur in diesem Fall hinreichend stark ist, um über Arbeits- und Wirtschaftsbedingungen zu verhandeln. Zudem muss sich eine Koalition ausschließlich aus Angehörigen einer sozialen Gruppe zusammensetzen.
Die Koalitionsfreiheit verbürgt das individuelle Recht, sich einer Koalition anzuschließen oder ihr fernzubleiben. Ebenfalls geschützt wird die freie Betätigung der Koalition, insbesondere im Bezug auf Tätigkeiten, die für das Fortbestehen der Koalition notwendig sind, etwa die Werbung um und der Ausschluss von Mitgliedern. Schließlich gewährleistet das Grundrecht die Tarifautonomie. Hierbei handelt es sich um das Recht der Koalitionen, frei von staatlichem Einfluss oder Zwang über Arbeits- und Wirtschaftsbedingungen zu verhandeln. Dies geschieht durch den Abschluss von Tarifverträgen. Diese enthalten gemäß § 1 Absatz 1 des Tarifvertragsgesetzes (TVG) Rechtsnormen. Schließlich schützt Art. 9 Absatz 3 GG die Freiheit des Arbeitskampfs. Dieser umfasst Maßnahmen der Arbeitgeber oder -nehmer, um Druck auf die Gegenseite auszuüben und ein Verhandlungsgleichgewicht zwischen den Beteiligten herzustellen. Hierzu zählen beispielsweise Streiks und Aussperrungen. Nach der Rechtsprechung schützt Art. 9 Absatz 3 GG auch Flashmobs. In der Rechtslehre stieß dies auf Widerspruch, da Flashmobs über die Grenzen eines zulässigen Arbeitskampfmittels hinausgehen.

#### Grundrechtskonkurrenzen
Art. 9 Absatz 3 GG ist gegenüber der allgemeinen Vereinigungsfreiheit spezieller. Aufgrund des Schutzes der freien Betätigung der Koalitionen durch Art. 9 Absatz 3 GG können zudem solche Grundrechte verdrängt werden, die diese Betätigungsformen schützen. Hierzu zählen beispielsweise die Kommunikationsgrundrechte des Art. 5 GG sowie die Versammlungsfreiheit des Art. 8 GG.

### Eingriff
Eingriffe in Art. 9 Absatz 3 GG stellen alle hoheitlichen Maßnahmen dar, welche die Freiheit der Koalitionen beeinträchtigen. Hierzu zählen Einschränkungen des Arbeitskampfs und der Tarifautonomie.
Keine Eingriffe stellen gesetzliche Ausgestaltungen der Koalitionsfreiheit dar. Solche sind bis zu einem gewissen Umfang erforderlich, da die Koalitionsfreiheit einen Rechtsrahmen erfordert, der etwa die Wirkung von Tarifverträgen regelt.

### Rechtfertigung
Einen Gesetzesvorbehalt enthält Art. 9 Absatz 3 GG nicht. Die Schranke des Art. 9 Absatz 2 GG ist auf die Koalitionsfreiheit aus Gründen der Gesetzessystematik nicht anwendbar. Mangels Gesetzesvorbehalts dürfen Eingriffe in die Koalitionsfreiheit nur zum Schutz kollidierenden Verfassungsrechts erfolgen.
Um kollidierendes Verfassungsrecht handelt es sich beispielsweise bei den hergebrachten Grundsätzen des Berufsbeamtentums, die der Gesetzgeber gemäß Art. 33 Absatz 5 GG regeln und fortzuentwickeln hat. Als einen solchen Grundsatz betrachtet die deutsche Rechtsprechung das Verbot für Beamte, zu streiken. Derartige Streikverbote stehen nach der Rechtsprechung des Europäischen Gerichtshofs für Menschenrechte (EGMR) in einem Spannungsverhältnis mit Art. 11 der Europäischen Menschenrechtskonvention (EMRK), der die Versammlungs- und Vereinigungsfreiheit gewährleistet. Die EMRK beeinflusst die Auslegung nationalen Rechts, die mit den Rechten der EMRK sowie der Rechtsprechung des EGMR im Einklang stehen muss. Das Bundesverwaltungsgericht entschied infolgedessen, dass das uneingeschränkte Streikverbot nicht mit der Rechtsprechung des EGMR vereinbar ist. Daher obliege es dem Gesetzgeber, das Streikrecht für Beamte zu regeln.
Um weiteres kollidierendes Verfassungsrecht handelt es sich bei Art. 9 Absatz 3 GG selbst. Dieses Grundrecht verpflichtet den Staat dazu, das Funktionieren der Tarifautonomie sicherzustellen. Um dies zu erreichen, kann der Gesetzgeber in die Koalitionsfreiheit eingreifen, etwa durch die Anordnung der Tarifeinheit. Hiernach darf innerhalb eines Betriebs nur ein Tarifvertrag gelten. Nachdem das Bundesarbeitsgericht dieses Prinzip für lange Zeit als Richterrecht anerkannt hatte, schrieb der Gesetzgeber durch das Tarifeinheitsgesetz vom 10. Juli 2015 die Tarifeinheit fest.
Alle Maßnahmen, welche die Koalitionsfreiheit berühren, müssen das Prinzip der Verhältnismäßigkeit wahren. Dieses verpflichtet sowohl den Staat als auch Privatpersonen. Die Arbeitsgerichtsbarkeit überprüft daher insbesondere Arbeitskampfmaßnahmen auf ihre Verhältnismäßigkeit und betrachtet diese als rechtswidrig, wenn sie eine unverhältnismäßige Belastung der Gegenseite oder Dritter darstellen. Unverhältnismäßig sind solche Maßnahmen, die sich auf Ziele richten, die nicht erreichbar sind. Dies trifft etwa auf Streiks zu, die sich auf allgemeinpolitische Ziele richten.